# 豊橋市立東田小学校
豊橋市立東田小学校（とよはししりつ あずまだしょうがっこう）は愛知県豊橋市仁連木町にある市立小学校。平成18年4月現在で、471人の児童が在籍している。

## 歴史

### 沿革
- 明治5年（1872年）田尻学校勧善分校の名で「全久院」｛永正11年（1514年）戸田憲光が亡父戸田全久（宗光）追善供養のため開基した寺｝の寺子屋が改名して開校。
- 明治25年（1892年）渥美郡豊岡村の東田字西前山（現在、豊橋市前畑町）へ移転。その頃の名は豊岡尋常小学校である。
- 明治39年（1906年）当校のある豊岡村が花田村と共に豊橋町と合併し（7月15日）、半月後豊橋市となる｛8月1日（八朔）｝。それに伴い、校名を豊岡尋常小学校から豊橋市東田尋常小学校へ改名。
- 昭和4年（1929年）野球部、第10回全国少年野球優勝大会で全国優勝。2-0 浜松北　東京戸塚球場。
- 昭和16年（1941年）東田国民学校へ改名。
- 昭和20年（1945年）6月19日　学校が豊橋空襲で全焼。
- 昭和22年（1947年）学校教育法により、現在名である豊橋市立東田小学校に改名。
- 昭和23年（1948年）豊橋市旭町（現在の豊橋市立旭小学校の地）へ移転。
- 昭和26年（1951年）全校児童2千人を超す。
- 昭和27年（1952年）豊橋市立東田小学校は校区の一部を豊橋市立旭小学校へ分割し、豊橋市立商業学校（現在の豊橋市立豊橋高等学校の前身）跡地へ移転。

### 児童数の変遷
『愛知県小中学校誌』（1978年）によると、児童数の変遷は以下の通りである。
| 1947年（昭和22年） | 1566人 |  |
| 1957年（昭和32年） | 1433人 |  |
| 1967年（昭和42年） | 1258人 |  |
| 1977年（昭和52年） | 1246人 |  |

## 地理
戦国大名戸田氏ゆかりの寺（全久院）の寺子屋にルーツを持ち、創立明治5年の古い学校である。学校の北に、豊川の支流の朝倉川が流れる。道路を挟んで、延喜2年（902年）の醍醐帝の御世からあり千百年以上の歴史を誇る東田神明宮（有栖川宮熾仁親王の額が有る）がある。また、小学校のある仁連木町には、長野県松本市の戸田松平家や岐阜県大垣市の大名や高家戸田家を出した戸田氏が戦国時代に居城にしていた二連木城（明応2年、西暦1493年、戸田全久入道（宗光）築城）がある。校区内には小笠原氏の菩提寺である臨済寺がある。

## 通学区域
- 東田町、東田町字北臨済寺の一部、東田町字五反畑、東田町字西郷、東田町字斉兵、東田町字三反畑、東田町字東郷、東田町字中郷、東田町字西前山の一部、東田町字西脇（牟呂用水以東）、東田町字東前山の一部、東田町字南黒福、東田中郷町、東田仲の町、吾妻町、朝丘町、井原町の一部、岩田町字道合、岩田町字宮下、上地町、栄町、西郷町、東雲町の一部、住吉町の一部、東郷町、仁連木町、御園町、宮下町[2]。

## 進学先中学校
- 豊橋市立青陵中学校

## 卒業生
- 小柴昌俊 - 物理学者。ノーベル物理学賞受賞。
- 太田昭宏 - 政治家。第二代公明党代表。